# Filmes de 1958 da Paramount Pictures
Em 1958, a Paramount Pictures lançou um total de 24 filmes.

## Destaques
As produções mais significativas foram:
- The Blob, primeiro papel principal de Steve McQueen, clássico B da ficção científica sobre coisa caída do espaço que se transforma em massa disforme que a tudo devora
- The Buccaneer, aventura decepcionante dirigida por Anthony Quinn, último projeto do debilitado Cecil B. DeMille, que morreria pouco depois de sua estreia
- Houseboat, comédia familiar sobre pai que tenta criar os filhos após a morte da mãe, com boa química entre Cary Grant e Sophia Loren
- King Creole, drama sobre o submundo baseado no romance A Stone For Danny Fischer, de Harold Robbins, com Elvis Presley mostrando "surpreendentes lampejos de talento"[1]
- The Matchmaker, divertida comédia baseada em peça de Thornton Wilder e ambientada na virada do século XX, tendo no elenco Shirley Booth e Shirley MacLaine
- Teacher's Pet, comédia romântica com Clark Gable, ainda carismático, e Doris Day, então o nome mais popular no gênero; contudo, quem quase rouba o filme é Gig Young[1]
- Vertigo,  suspense de Alfred Hitchcock idolatrado pela crítica, porém não muito popular "por causa de seu enredo: intrigante, geralmente obscuro e totalmente inverossímil"[1]

## Prêmios Oscar
Trigésima primeira cerimônia, com os filmes exibidos em Los Angeles em 1958:
| Filme                 | Indicações                                    | Premiações |
| --------------------- | --------------------------------------------- | ---------- |
| The Buccaneer         | Figurino                                      | ---        |
| Desire Under the Elms | Fotografia (preto e branco)                   | ---        |
| Houseboat             | Canção                                        | ---        |
| Teacher's Pet         | Ator Coadjuvante (Gig Young) Roteiro Original | ---        |
| Vertigo               | Direção de Arte/Decoração de Interiores Som   | ---        |

### Prêmios Especiais ou Técnicos
- Maurice Chevalier: Oscar Honorário, "por suas contribuições ao mundo da diversão, por mais de meio século'"[2]

## Os filmes de 1958
| Título original                      | Título PT/BR                     | Título PT/PT                  | Astros                          | Diretor               |
| ------------------------------------ | -------------------------------- | ----------------------------- | ------------------------------- | --------------------- |
| Another Time, Another Place          | Vítima de uma Paixão             |                               | Lana Turner, Barry Sullivan     | Lewis Allen           |
| As Young As We Are                   | Aluno e Amante                   |                               | Herbert Harland, Pippa Scott    | Bernard Girard        |
| The Blob                             | A Bolha Assassina                |                               | Steve McQueen, Aneta Corsaut    | Irvin S. Yeaworth Jr. |
| The Buccaneer                        | O Corsário Sem Pátria            |                               | Yul Brynner, Claire Bloom       | Anthony Quinn         |
| The Colossus of New York             | O Monstro de Nova York           |                               | John Beragrey, Ross Martin      | Eugene Lourie         |
| Country Music Holiday                |                                  |                               | Ferlin Husky, Zsa Zsa Gabor     | Alvin Ganzer          |
| Desire Under the Elms                | Desejo                           | Desejo sob os Ulmeiros        | Sophia Loren, Anthony Perkins   | Delbert Mann          |
| Geisha Boy                           | O Rei dos Mágicos                | Jerry no Japão                | Jerry Lewis, Marie McDonald     | Frank Tashlin         |
| High Hell                            | Inferno nas Alturas              |                               | John Derek, Elaine Stewart      | Burt Balaban          |
| The Hot Angel                        | O Crime do Transviado            |                               | Edward Kemmer, Jackie Loughery  | Joseph Parker         |
| Houseboat                            | Tentação Morena                  | Quase nos Teus Braços         | Cary Grant, Sophia Loren        | Melville Shavelson    |
| Hot Spell                            | Quando Vem a Tormenta            |                               | Shirley Booth, Anthony Quinn    | Daniel Mann           |
| I Married a Monster from Outer Space | Casei-me com um Monstro          |                               | Tom Tryon, Gloria Talbott       | Gene Fowler Jr.       |
| King Creole                          | Balada Sangrenta                 | Balada Sangrenta              | Elvis Presley, Carolyn Jones    | Michael Curtiz        |
| Maracaibo                            | Fogo em Maracaibo                |                               | Cornel Wilde, Jean Wallace      | Cornel Wilde          |
| The Matchmaker                       | A Mercadora de Felicidade        |                               | Shirley Booth, Anthony Perkins  | Joseph Anthony        |
| The Party Crashers                   | A Fúria dos Jovens Maus          |                               | Mark Damon, Connie Stevens      | Bernard Girard        |
| Rockabye Baby                        | Bancando a Ama-Seca              | Jerry Ama-Seca                | Jerry Lewis, Marilyn Maxwell    | Frank Tashlin         |
| St. Louis Blues                      | Lamento Negro                    | O Cantor de St. Louis         | Nat King Cole, Eartha Kitt      | Allen Reisner         |
| The Space Children                   | Mensagem do Planeta Desconhecido |                               | Adam Williams, Michel Ray       | Jack Arnold           |
| The Spanish Affair                   | Cigana Espanhola                 |                               | Richard Kiley, Carmen Sevilla   | Don Siegel            |
| Teacher's Pet                        | Um Amor de Professora            | Amor de Jornalista            | Clark Gable, Doris day          | George Seaton         |
| Vertigo                              | Um Corpo Que Cai                 | A Mulher Que Viveu Duas Vezes | James Stewart, Kim Novak        | Alfred Hitchcock      |
| When Hell Broke Loose                | Inimigos da Humanidade           |                               | Charles Bronson, Violet Rensing | Kenneth G. Crane      |